# Шовитес
Шо́витес (латыш. Šovītes; устар. Шовитъ) — населенный пункт (латыш. mazciems) в Дзербенской волости Вецпиебалгского края. Находится в западной части волости, в 4,1 км от волостного центра Дзербене, в 22,4 км от краевого центра Вецпиебалги и 107,5 км от Риги.
Населенный пункт расположен у автомагистрали V310 (Дзербене–Звиргули).